# Vennhochfläche bei Mützenich
Das Naturschutzgebiet Vennhochfläche bei Mützenich liegt im Gebiet der Stadt Monschau, zwischen Mützenich und der belgischen Grenze.

## Beschreibung
Das Gebiet um fasst zwei Teilflächen bei Mützenich an der Belgischen Grenze die durch die L 214 getrennt sind. Mittlerweile sind großflächig die Fichten entfernt und es ist deutlich eine Wiedervernässung mit den dazugehörigen Pflanzen festzustellen. In einem Teil ist noch ein großer Pingo mit offener Wasserfläche.

## Schutzzweck
Geschützt werden sollen die Lebensräume für viele nach der Roten Liste der gefährdete Pflanzen, Pilze und Tiere in NRW.
Die Ziele sind die Erhaltung und die Entwicklung folgender natürlicher Lebensräume gemäß Anhang I der FFH-Richtlinie: 
- Noch renaturierungsfähige degradierte Hochmoore
- Übergangs- und Schwingrasenmoore
- Dystrophe Seen

Das Gebiet hat eine besondere Bedeutung für folgende Pflanzen und Tiere:
- Rundblättriger Sonnentau
- Scheidiges Wollgras
- Fieberklee
- Moosbeere
- Rauschbeere
- Gartenrotschwanz

Diese zu schützenden Biotoptypen sind in diesem Gebiet anzutreffen: Nass- und Feuchtgrünland, natürliche und naturnahe Gewässer,  Magerwiesen, Moore, Sümpfe, Bruch- und Sumpfwälder, Zwergstrauch-, Ginster-, Wacholderheide.